# Nowy cmentarz żydowski w Gostyninie
Nowy cmentarz żydowski w Gostyninie – data jego założenia pozostaje nieznana, znajdował się w pobliżu drogi wiodącej do Kutna. Miał powierzchnię 0,83 ha. Został zdewastowany podczas II wojny światowej, jego pozostałości uległy zniszczeniu podczas budowy osiedla mieszkaniowego Wspólna w latach 70. XX wieku. Obecnie na jego miejscu znajduje się łąka.